# 人生选择题
《人生选择题》是今日头条、西瓜视频与新世相联合出品的一档明星访谈微综艺，于2019年11月20日播出。

## 嘉宾
- 第一期 周冬雨
- 第二期 张靓颖
- 第三期 宋茜
- 第四期 陈志朋
- 第五期 郑云龙
- 第六期 戚薇
- 第七期 宋祖儿
- 第八期 陈乔恩